# Эпоха Тюдоров
Эпоха Тюдоров – период между 1485 и 1603 гг. в Англии и Уэльсе, и включающий елизаветинскую эпоху – время правления Елизаветы I до 1603 года. Период Тюдоров совпадает с династией дома Тюдоров в Англии, начавшейся с правления Генриха VII (род. 1457 – правил 1485–1509). Историк Джон Гай (1988) утверждал, что «Англия была экономически более здоровой, более обширной и более оптимистичной при Тюдорах», чем в любые иные времена после римской оккупации.

## Население и экономика

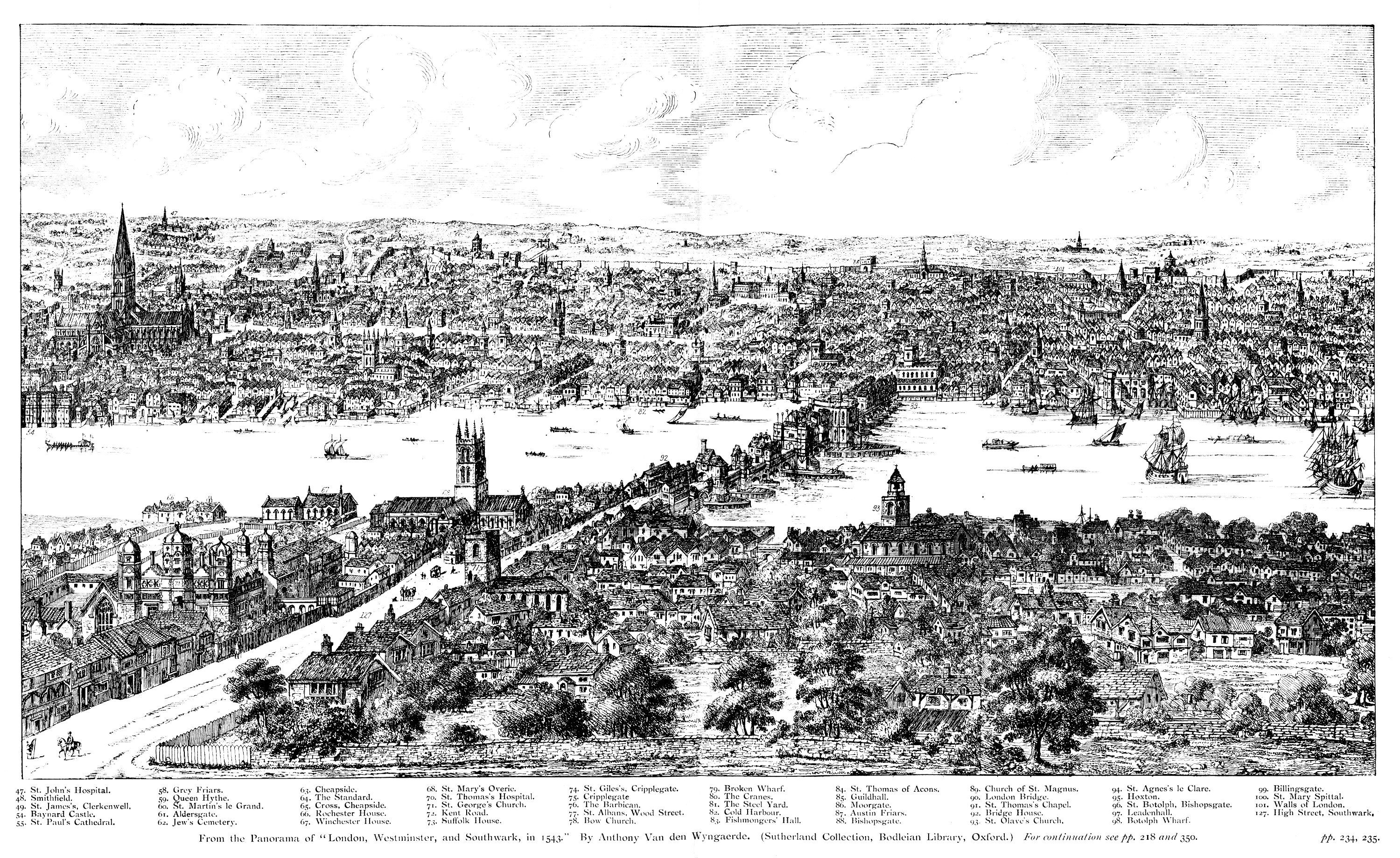
Старый лондонский мост в 1543 году

После Чёрной смерти и сельскохозяйственной депрессии конца XV в. население начало расти. В 1520 г. людей было около 2,3 миллиона. К 1600 г. оно удвоилось до 4 миллионов. Рост населения стимулировал экономический рост, ускорил коммерциализацию сельского хозяйства, увеличил производство и экспорт шерсти, стимулировал торговлю и способствовал росту Лондона.
Высокая заработная плата и изобилие доступной земли, наблюдавшиеся в конце XV – нач. XVI вв., сменились низкой заработной платой и нехваткой земли. Различное инфляционное давление, возможно, из-за притока золота из Нового Света и растущего населения, подготовили почву для социальных потрясений и увеличения разрыва между богатыми и бедными. Это был период значительных изменений для большей части сельского населения, когда землевладельцы начали процесс огораживания деревенских земель, которые ранее были открыты для всех.

## Английская Реформация
Реформация изменила английскую религию в эпоху Тюдоров. У 5 государей, Генриха VII, Генриха VIII, Эдуарда VI, Марии I и Елизаветы I, были совершенно разные подходы: Генрих VIII заменил папу в качестве главы англиканской церкви, однако сохранил католические доктрины, Эдуард навязал очень строгий протестантизм. Мария пыталась восстановить католицизм, а Елизавета достигает компромиссной позиции, в которой определяется не вполне протестантская церковь Англии (the not-quite-Protestant Church of England). Это началось с настойчивых требований Генриха VIII об аннулировании его брака, которые папа Климент VII отказался удовлетворить.
Историки сошлись во мнении, что наиболее значительной темой в истории Тюдоров была Реформация, переход Англии от католицизма к протестантизму. Основные события, конституционные изменения и игроки на национальном уровне давно известны, и основные споры о них в целом разрешены. Историки до конца XX в. считали, что причинами были широко распространённое недовольство или даже отвращение к порокам, коррупции, неудачам и противоречиям установленной религии, создание предпосылок антиклерикализма, указывающее на своевременность реформ. Вторичным влиянием было интеллектуальное влияние ряда английских реформаторов, как, например, широкое влияние Джона Уиклифа (1328–1384) и его реформаторского движения «лоллардов», а также нескончаемый поток реформатских трактатов и памфлетов от Мартина Лютера, Жана Кальвина и других реформаторов с континента. Интерпретация Джеффри Элтона 1960 г. – образец ортодоксальной интерпретации. Он утверждал, что:
Существовавшее положение оказалось несостоятельным, поскольку миряне боялись, возмущались и презирали многое в отношении Церкви, её служителей, её дворов и её богатства... Бедное и невежественное низшее духовенство, богатые епископы и аббаты, широкое разветвление юрисдикции, смесь высоких притязаний и низменных дел не вызывали уважения и любви у мирян.
Историки-социологи после 1960 г. исследовали английскую религию на местном уровне и обнаружили, что недовольство было не столь распространено. Движение лоллардов в значительной степени угасло, и сочинение памфлетов континентальными реформаторами практически не распространилось дальше ряда учёных из Кембриджского университета — король Генрих VIII решительно и публично осуждал ереси Лютера. Важнее то, что католическая церковь была сильна в 1500 г. Англия была убеждённо католической страной, была верна папе, местные приходы пользовались мощной местной финансовой поддержкой, религиозные службы были весьма популярны как на воскресной мессе, так и на семейных богослужениях. Жалобы на монастыри и епископов были редкостью. Короли поддерживали пап, а ко времени появления Лютера на сцене Англия была одним из наиболее решительных сторонников ортодоксального католицизма и казалась маловероятным местом для религиозной революции.

## Правление Тюдоров

### Генрих VII: 1485–1509 гг.
Генрих VII, основатель дома Тюдоров, стал королём Англии, победив короля Ричарда III в битве при Босворте, кульминации Войн Алой и Белой розы. Генрих участвовал в ряде административных, экономических и дипломатических инициатив. Он уделял очень пристальное внимание деталям и вместо щедрых растрат он сосредоточился на получении новых доходов. Его новые налоги были непопулярны, и когда Генрих VIII сменил его, то казнил двух наиболее ненавистных сборщиков налогов Генриха VII.

### Генрих VIII: 1509–1547 гг.

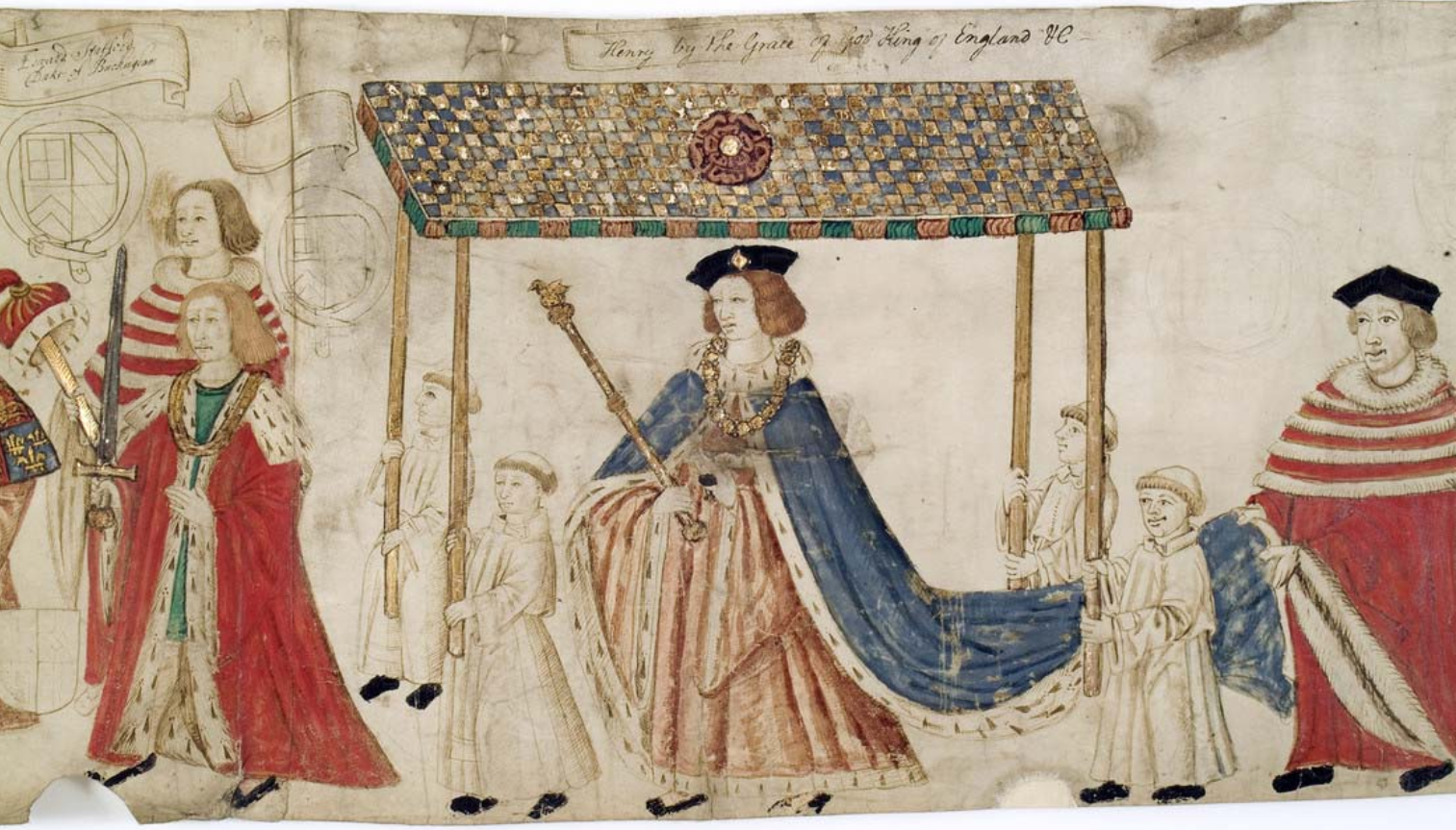
Король Генрих VIII в возрасте 21 года направляется на открытие парламента 4 февраля 1512 г.

Генрих VIII, яркий, энергичный, воинственный и упрямый король, остаётся одним из наиболее заметных королей Англии, в первую очередь из-за 6 браков, каждый из которых был предназначен для рождения наследника мужского пола; а также сурового возмездия в виде казни многих высших чиновников и аристократов. Во внешней политике он сосредоточился на борьбе с Францией – с минимальным успехом – и ему также приходилось разбираться с Шотландией, Испанией и Священной Римской империей, часто при помощи военной мобилизации или очень дорогостоящих войн, приводивших к высоким налогам. Главный военный успех случился в Шотландии. Главным политическим событием стало получение Генрихом полного контроля над англиканской церковью. Это последовало за его разрывом с Римом, вызванным отказом Папы аннулировать его первоначальный брак. Тем самым Генрих создал очень мягкий вариант протестантской Реформации. Сначала Генрих отверг папу как главу английской церкви, настаивая на том, что национальный суверенитет требует абсолютного верховенства короля. Генрих тесно сотрудничал с парламентом, принимая ряд законов, имплементировавших разрыв. Англичане больше не могли обращаться к Риму. Все решения должны были приниматься в Англии, в конечном счёте самим королем, а на практике – главными помощниками, такими как кардинал Уолси и Томас Кромвель. Парламент оказал большую поддержку, выразив небольшое несогласие. Решающие шаги были предприняты Актом о супрематии 1534 г., сделавшим короля защитником и единственным верховным главой церкви и английского духовенства. После того как Генрих наложил на епископов большой штраф, практически все подчинились. Законы об измене были ужесточены, так что даже словесное инакомыслие считалось изменой. Произошёл ряд кратких народных восстаний, быстро подавленных. Со стороны аристократии и церкви не было серьёзной турбулентности. Наиболее заметные отказы исходили от епископа Джона Фишера и канцлера Томаса Мора; оба они были казнены. Среди высших аристократов неприятности исходили от семьи Поул, поддерживавшей Реджинальда Поула, находившегося в изгнании в континентальной Европе. Генрих уничтожил остальную часть семьи, казнив её предводителей и захватив всё её имущество. Второй этап включал захват монастырей. Монастыри, в которых находились религиозные и благотворительные учреждения, были закрыты, а монахи и монахини отправлены на пенсию, тогда как ценные земли были проданы друзьям короля, в результате чего образовался большой и богатый дворянский класс, поддерживавший Генриха. С точки зрения богословия и ритуала мало что изменилось, т.к. Генрих желал сохранить большинство элементов католицизма и ненавидел «ереси» Мартина Лютера и других реформаторов.

#### Отец Королевского флота

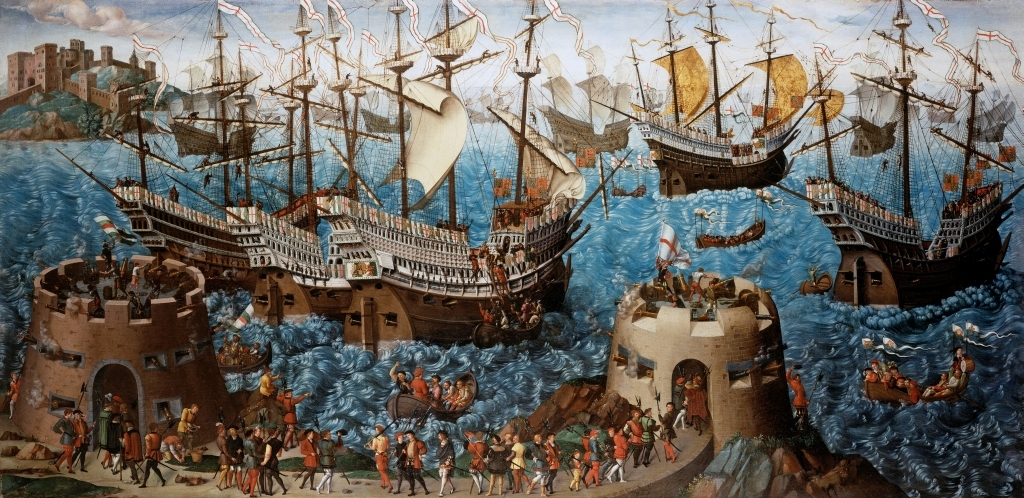
Генрих VIII отправляется в Дувр. Дуврский замок изображён в левом верхнем углу.

Биограф Дж. Дж. Скарисбрик говорит, что Генрих заслужил традиционный титул «отца английского флота». Он стал его личным оружием. Он унаследовал от отца семь небольших военных кораблей, а к 1514 г. добавил два десятка. Помимо построенных в Англии судов он скупал итальянские и ганзейские военные корабли. К марту 1513 г. он с гордостью наблюдал, как его флот плыл по Темзе под командованием сэра Эдмунда Говарда. На сегодняшний день это была самая мощная военно-морская сила в истории Англии: 24 корабля во главе с 1600-тонным «Henry Imperial»; флот насчитывал 5000 боевых морских пехотинцев и 3000 матросов. Он вынудил численно превосходящий французский флот вернуться в свои порты, взял под контроль Ла-Манш и блокировав Брест. Генрих был первым королем, организовавшим военно-морской флот в качестве постоянной силы с постоянной административной и логистической структурой, финансируемой за счёт налоговых поступлений. Его внимание было сосредоточено на суше, где он основал королевские верфи, посадил деревья для кораблестроения, принял законы для сухопутного судоходства, охранял береговую линию укреплениями, создал школу мореплавания и определил роли офицеров и матросов. Он внимательно следил за постройкой всех своих боевых кораблей и их орудий, зная их конструкции, скорость, тоннаж, вооружение и тактику боя. Он поощрял корабельных архитекторов, усовершенствовавших итальянскую технику установки орудий в поясе корабля, тем самым понизив центр тяжести и снабдив его лучшей платформой. Он следил за мельчайшими деталями и наслаждался лишь тем, что руководил спуском на воду нового корабля. Он опустошил казну на военные и морские дела, сдвигая доходы от новых налогов и от продажи монастырских земель.
Элтон утверждает, что Генрих действительно построил организацию и инфраструктуру военно-морского флота, однако это не было полезным оружием для его стиля ведения войны. Не хватало полезной стратегии. Флот действительно служил для защиты от вторжения и для повышения международного престижа Англии.

#### Кардинал Уолси
Профессор Сара Наир Джеймс утверждает, что в 1515–1529 гг. кардинал Томас Уолси «станет самым могущественным человеком в Англии, за исключением, возможно, короля» (would be the most powerful man in England except, possibly, for the king). Историк Джон Гай объясняет методы Вулси:
Лишь в самых общих вопросах он [король] принимал самостоятельные решения... Именно Вулси почти всегда просчитывал доступные варианты и оценивал их для королевского рассмотрения; он установил параметры каждой последующей дискуссии; он контролировал поток официальной информации; он выбирал королевских секретарей, чиновников среднего звена и судей; он сам обнародовал решения, которые в значительной степени формулировал сам, если не сказать принимал.
Действуя с твёрдой поддержкой короля и с особыми полномочиями над церковью, данными Папой, Уолси доминировал в гражданских делах, администрации, законе, церкви и внешней политике. Он был на удивление энергичный и амбициозный человек. Что касается достижений, он нажил себе большое состояние и был крупным благотворителем искусства, гуманитарных наук и образования. Он создал множество реформ, однако в итоге английское правительство не сильно изменилось. Несмотря на все обещания, у него было очень мало примечательных достижений. С точки зрения короля, его величайшей неудачей была невозможность дать развод, когда Генриху VIII понадобилась новая жена, которая бы подарила ему сына, бесспорного наследника престола. Историки сходятся во мнении, что Уолси стал разочарованием. В конце концов, он вступил в сговор с врагами Генриха и умер естественной смертью, прежде чем его успели обезглавить.

#### Томас Кромвель
Историк Джеффри Элтон утверждал, что Томас Кромвель, бывший главным министром Генриха VIII с 1532 по 1540 гг., не только вывел контроль над англиканской церковью из рук Папы, но и преобразовал Англию с её беспрецедентно современным бюрократическим правительством. Кромвель (1485–1540) заменил средневековое домохозяйское управление государством (government-as-household management). Кромвель провёл реформы в администрации, отделившие королевский двор от государства и создавшие современное администрирование. Он ввёл власть Тюдоров даже в самые темные уголки королевства и радикально изменил роль английского парламента. Этот переход произошёл в 1530 гг., утверждает Элтон, и его следует рассматривать как часть спланированной революции. Точка зрения Элтона состоит в том, что до Кромвеля королевство можно было рассматривать как частное поместье короля в целом, где большая часть управления осуществлялась домашними слугами короля, а не отдельными государственными учреждениями. Руководя этими реформами, Кромвель заложил основы будущей стабильности и успеха Англии. Удача отвернулась от Кромвеля, когда он выбрал для короля не ту невесту; он был обезглавлен за измену. Совсем недавно историки обратили внимание на то, что король и другие люди также сыграли важную роль.

#### Роспуск монастырей: 1536–1545 гг.
Годовой доход короля составлял около 100 000 фунтов стерлингов, но ему нужно было гораздо больше для подавления восстаний и финансирования своих зарубежных авантюр. В 1533 г., к примеру, военные расходы на северной границе стоили 25 000 фунтов стерлингов, а восстание 1534 г. в Ирландии стоило 38 000 фунтов стерлингов. Подавление благодатного паломничества стоило 50 000 фунтов стерлингов, а новые дворцы короля были дорогостоящими. Тем временем сокращались таможенные поступления. Годовой доход церкви составлял около 300 000 фунтов стерлингов; был введён новый налог в размере 10%, приносивший порядка 30 000 фунтов стерлингов. Для получения ещё больших сумм предлагалось захватить земли, принадлежавшие монастырям, часть которых обрабатывалась монахами, а большая часть сдавалась в аренду местным дворянам. Получение права собственности означало, что рента шла королю. Продажа земли дворянам по выгодной цене принесла единовременный доход в размере 1 миллиона фунтов стерлингов и дала дворянам долю в управлении. Платежи клира с аннатов, которые прежде шли папе, теперь направлялись королю. Всего между 1536 г. и смертью Генриха его правительство собрало 1,3 миллиона фунтов стерлингов; этот огромный приток денег заставил Кромвеля изменить финансовую систему для управления деньгами. Он создал новый государственный департамент и нового чиновника для сбора доходов от роспуска и аннатов. Аугментационный суд и количество департаментов означали рост числа чиновников, что сделало управление доходами основным видом деятельности. Новая система Кромвеля была очень эффективна, в ней было гораздо меньше коррупции, тайных выплат или взяточничества, чем раньше. Её недостатком было умножение департаментов, единственным объединяющим агентом которых был Кромвель; его отпадение породило замешательство и неуверенность; решение проблемы состояло в ещё большей опоре на бюрократические институты и на новый Тайный совет.

#### Роль Винчестера
В отличие от своего отца, Генрих VIII много тратил на военные операции в Великобритании и Франции, а также на строительство большой сети дворцов. Вопрос платы за это оставался серьёзнейшим вопросом того времени. Растущее число департаментов означало появление множества новых наёмных бюрократов. В 1540–1558 гг. возникли дополнительные финансовые и административные трудности, усугублённые войной, коррупцией и низкой эффективностью, которые в основном были вызваны Сомерсетом. После падения Кромвеля Уильям Паулет, 1-й маркиз Винчестерский, лорд-казначей, провёл дальнейшие реформы для упрощения механизмов, эти реформы объединили большую часть финансов короны в ведении казначейства. Суды генеральных инспекторов и аугментаций были объединены в новый Суд аугментаций, который затем был включён в казначейство вместе с аннатами.

#### Влияние войны

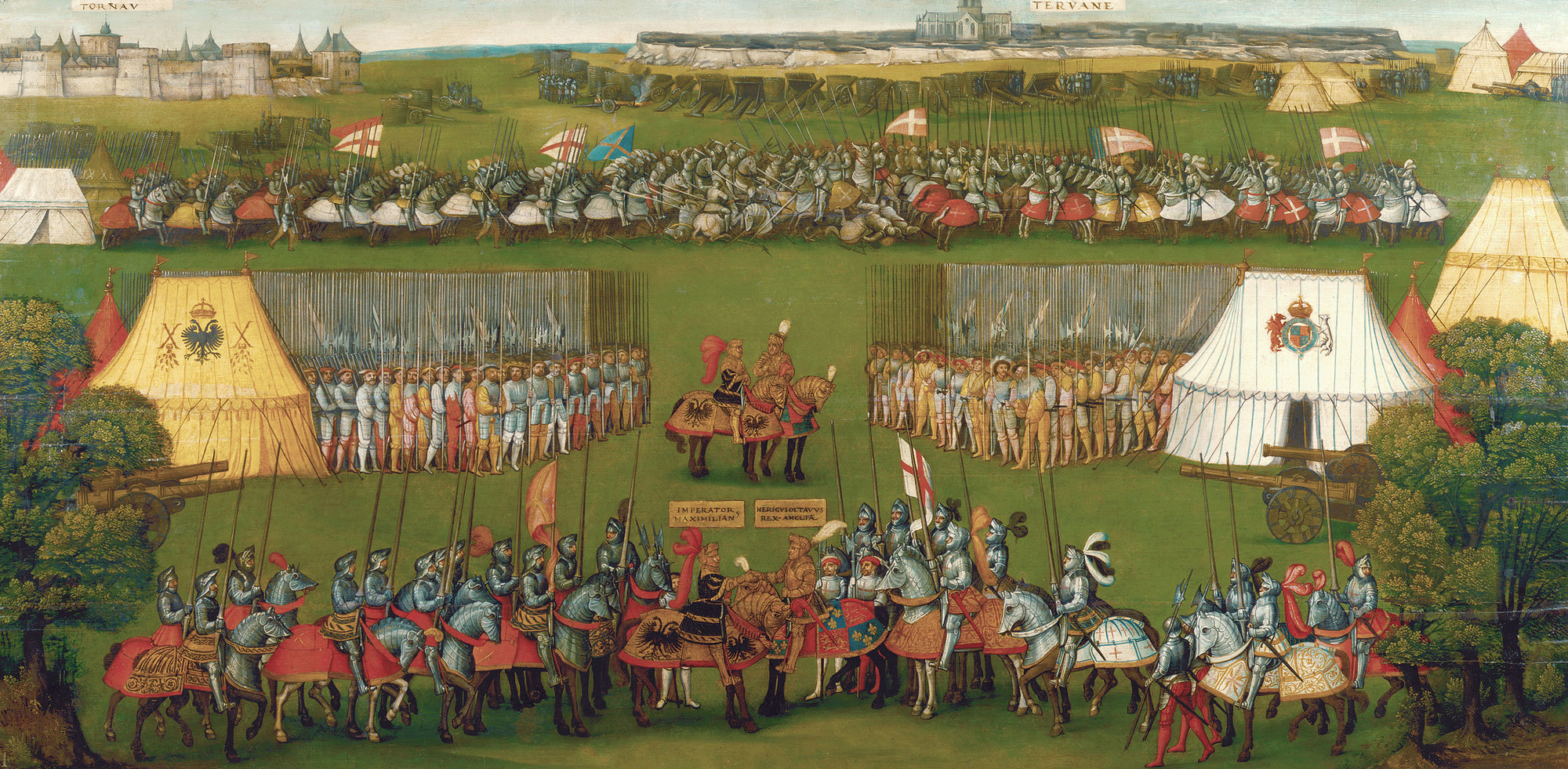
Фламандская картина, изображающая встречу между Максимилианом I, императором Священной Римской империи, и Генрихом VIII. На заднем плане изображена битва при Гинегате против французского короля Людовика XII (1513).

В конце правления доход Генриха VII в мирное время составлял около 113 000 фунтов стерлингов, из которых таможенные пошлины на импорт составляли порядка 40 000 фунтов стерлингов. Долгов было немного, и он оставил сыну большую казну. Генрих VIII много тратился на предметы роскоши, навроде гобеленов и дворцов, но его бюджет мирного времени в целом был удовлетворителен. Тяжёлая нагрузка была связана с войной, включая строительство оборонительных сооружений, оснащение военно-морского флота, подавление восстаний, войну с Шотландией и участие в очень дорогостоящих континентальных войнах. Континентальные войны Генриха не принесли ему ни славы, ни дипломатического влияния, ни территорий. Тем не менее, военные действия с 1511 по 1514 г. с 3 большими экспедициями и 2 меньшими обошлись в 912 000 фунтов стерлингов. Булонская кампания 1544 г. обошлась в 1 342 000 фунтов стерлингов, а войны против Шотландии — в 954 000 фунтов стерлингов; военно-морские войны стоили 149 000 фунтов стерлингов, и весьма большие суммы были потрачены на строительство и содержание внутренних и прибрежных укреплений. Общие затраты на войну и оборону в период с 1539 по 1547 г. превысили 2 000 000 фунтов стерлингов, хотя процедуры учёта были слишком примитивными для того чтобы дать точную сумму. Суммируя, примерно 35% приходилось на налоги, 32% — на продажу земли и монастырских владений и 30% — на обесценивание монет. Стоимость войны за короткое время правления Эдуарда VI составила еще 1 387 000 фунтов стерлингов.
После 1540 г. Тайная казна (Privy Coffers) отвечала за «секретные дела», в частности за финансирование войны. Королевский монетный двор использовался для получения дохода за счет обесценивания монет; прибыль правительства в 1547–1551 гг. составила 1,2 миллиона фунтов стерлингов. Однако под руководством регента Нортумберленда войны Эдварда прекратились. Монетный двор больше не приносил дополнительный доход после остановки обесценивания в 1551 г..

### Эдуард VI: 1547–1553 гг.
Хотя Генриху было где-то за 50, в 1546 г. его здоровье резко ухудшилось. В то время консервативная фракция во главе с епископом Стивеном Гардинером и Томасом Говардом, 3-м герцогом Норфолкским, выступавшая против религиозной реформации, казалось, получила власть и была готова взять под свой контроль регентство 9летнего мальчика, бывшего наследником престола. Однако, когда король умер, сторонники реформации внезапно получили контроль над новым королём и Регентским советом под руководством Эдуарда Сеймура. Епископу Гардинеру было выражено недоверие, а герцог Норфолк был заключён в тюрьму на всё время правления нового короля.
Короткое правление Эдуарда VI ознаменовало триумф протестантизма в Англии. Сомерсет, старший брат покойной королевы Джейн Сеймур (жена Генриха VIII) и дядя короля Эдуарда VI, сделал успешную военную карьеру. Когда мальчик был коронован, Сомерсет стал лордом-протектором королевства и фактически правил Англией с 1547 по 1549 г. Сеймур вёл дорогостоящие и безрезультатные войны с Шотландией. Его религиозная политика возмутила католиков. Отвергалось чистилище, поэтому больше не было нужды ни в молитвах святым, мощам и статуям, ни в мессах по умершим. Было создано около 2400 постоянных пожертвований под названием chantries, которые поддерживали тысячи священников, служивших мессы по умершим или заведовавших школами или больницами для того чтобы заслужить милость душам в чистилище. Пожертвования конфисковались (королём? Сомерсетом?) в 1547 г.. Историки противопоставили эффективность прихода Сомерсета к власти в 1547 г. – последующей неадекватности его правления. К осени 1549 г. его дорогостоящие войны утратили прежнюю силу, корона столкнулась с финансовым крахом, а по всей стране вспыхнули беспорядки и восстания. Он был свергнут своим бывшим союзником Джоном Дадли, 1-м герцогом Нортумберлендским.
Вплоть до последних десятилетий репутация Сомерсета среди историков была весьма высокой из-за его многочисленных прокламаций, казалось, поддерживавших простых людей, противостоящих хищному классу землевладельцев. В начале XX в. эту линию поддержал влиятельный А.Ф. Поллард, которому вторит и ведущий биограф Эдуарда VI У. К. Джордан. Более критический подход был инициирован М. Л. Бушем и Дейлом Хоаком (Dale Hoak) в середине 1970-х гг. С тех пор Сомерсета часто изображали высокомерным правителем, лишённым политических и административных навыков, необходимых для управления государством Тюдоров.
Дадли, напротив, действовал быстро после того как в 1549 г. он принял почти обанкротившуюся администрацию. Работая со своим главным помощником Уильямом Сесилом, Дадли закончил дорогостоящие войны с Францией и Шотландией и занялся финансами, так что это привело к определённому восстановлению экономики. Для предотвращения дальнейших восстаний он ввёл полицейский надзор по всей стране, назначил лордов-лейтенантов, бывших в тесном контакте с Лондоном, а также создал постоянную национальную армию. Тесно сотрудничая с Томасом Кранмером, архиепископом Кентерберийским, Дадли проводил агрессивно протестантскую религиозную политику. В ней радикальные реформаторы продвигались на высокие церковные должности, а католические епископы подвергались нападкам. Использование Книги общей молитвы превратилось в закон в 1549 г.; молитвы должны были быть на английском, а не на латыни. Месса больше не служилась, а центральным элементом церковных служб стала проповедь.
Чистилище, согласно учению протестантизма, было католическим суеверием, искажающим Священное Писание. Молитвы за умерших были бесполезны, так как на самом деле в Чистилище попросту никого не было. Из этого следовало, что молитвы святым, почитание реликвий и преклонение перед статуями были бесполезными суевериями, которым требовалось положить конец. Веками благочестивые англичане создавали пожертвования, называемые chantries, осмысляемые как добрые дела, создававшие благодать для того чтобы помочь выйти из чистилища после смерти. Многие часовни являлись алтарями или часовнями внутри церквей или же пожертвованиями, содержавшими тысячи священников, отслуживавших мессы по умершим. Кроме того, в качестве добрых дел было открыто много школ и больниц. В 1547 г. новый закон закрыл 2374 часовни и конфисковал их имущество. Хотя Закон и требовал того, чтобы деньги отправлялись на «благотворительные» цели и «общественное благо», большая часть их, по-видимому, пошла друзьям Суда (friends of the Court). Историк А. Г. Диккенс пришёл к выводу:
По мнению католиков, проблема, поставленная этими законными конфискациями ... [состояла] в исчезновении из их среды большого клерикального общества, в побуждении масс молчать, в разрыве как видимых, так и духовных уз, которые на протяжении стольких веков связывали грубых провинциальных людей с большим миром Веры... Эдвардианский распад оказал более глубокое влияние на область религии. В значительной степени это оказалось разрушительно, поскольку, хотя это и помогло предотвратить возрождение католической религиозности, однако явно содержало элементы, наносившие ущерб репутации протестантизма.
Новая протестантская ортодоксия англиканской церкви выражалась в Сорока двух Символах веры 1553 г. Однако когда король внезапно умер, последние попытки Дадли сделать свою невестку леди Джейн Грей новой правительницей потерпели неудачу всего через 9 дней её правления. Королева Мария вступила во владение и обезглавила его, а также обезглавила Джейн Грей после протестантского восстания Томаса Уайетта против брака королевы и Филиппа II Испанского менее чем через год.

### Мария I: 1553–1558 гг.
Мария была дочерью Генриха VIII от Екатерины Арагонской; для неё было крайне важно отождествление со своим католическим испанским наследием. Она была следующей в очереди на престол. Однако в 1553 г., когда Эдуард VI уже лежал при смерти, он и герцог Нортумберленд замышляли заставить своего двоюродного брата однажды сместить леди Джейн Грей с поста новой королевы. Герцог Нортумберленд хотел сохранить контроль над правительством и продвигать протестантизм. Эдуард подписал соглашение об изменении престолонаследия, однако это было незаконно, поскольку лишь парламент мог вносить поправки в собственные законы. Тайный совет Эдуарда 3 дня держал его смерть в секрете, чтобы поставить леди Джейн, однако Нортумберленд забыл взять под свой контроль принцессу Мэри. Она бежала и организовала банду сторонников, провозгласивших её королевой по всей стране. Тайный совет покинул Нортумберленда и провозгласил Марию правительницей после 9 дней правления Джейн Грей. Королева Мария заключила леди Джейн в тюрьму и казнила Нортумберленда.
Марию помнят за энергичные усилия по восстановлению римского католицизма после недолговечного крестового похода Эдуарда по искоренению католицизма в Англии. Протестантские историки давно очерняют её правление, подчёркивая, что за всего 5 лет она сожгла на костре несколько сотен протестантов в ходе гонений. Однако историографический ревизионизм с 1980-х гг. в какой-то степени улучшил её репутацию среди учёных. Смелая переоценка религиозной истории царствования Марии, сделанная Кристофером Хэем (Christopher Haigh), ознаменовала возрождение религиозных праздников и всеобщее удовлетворение, если не энтузиазм, по поводу возвращения прежних католических обычаев. Восстановление ею римского католицизма было отменено её младшей сводной сестрой и преемницей Елизаветой I.
Протестантские писатели того времени относились к ней крайне негативно, называя её «Кровавой Мэри» (Bloody Mary). Джон Нокс нападал на неё в «Первом звуке трубы против чудовищного женского полка» (1558 г.), и она подверглась резкой критике в «Книге мучеников» (1563 г.) Джона Фокса. Книга Фокса веками учила протестантов тому, что Мария – кровожадный тиран. В середине XX в. Г. Прескотт попытался исправить представление о Мэри как о нетерпимой и авторитарной женщине, и с тех пор учёные склонны относиться к более старым, более простым и пристрастным оценкам Марии с большим скептицизмом.
Хей пришёл к выводу, что «последние годы правления Марии не были ужасной подготовкой к победе протестантов, но продолжающимся укреплением католическего могущества» (last years of Mary's reign were not a gruesome preparation for Protestant victory, but a continuing consolidation of Catholic strength). Католические историки навроде Джона Лингарда, утверждали, что политика Марии потерпела неудачу не потому, что была неправильной, а потому, что её правление было слишком коротким для утверждения той или иной политик. В других странах католическую Контрреформацию возглавили миссионеры-иезуиты; главный религиозный советник Марии кардинал Поул отказался пустить иезуитов в Англию. Испанию многие считали врагом, и её брак с королем Испании Филиппом II был крайне непопулярен, хотя практически не играл никакой роли в английском правительстве и у них не было детей. Военная потеря Кале Францией была горьким унижением английской гордости. Неурожаи усилили общественное недовольство. Хотя правление Марии и было в конечном итоге неэффективно и непопулярно, однако её нововведения в отношении налоговой реформы, военно-морской экспансии и колониальных исследований были позднее отмечены в качестве достижений елизаветинской эпохи.

### Елизавета I: 1558–1603 гг.

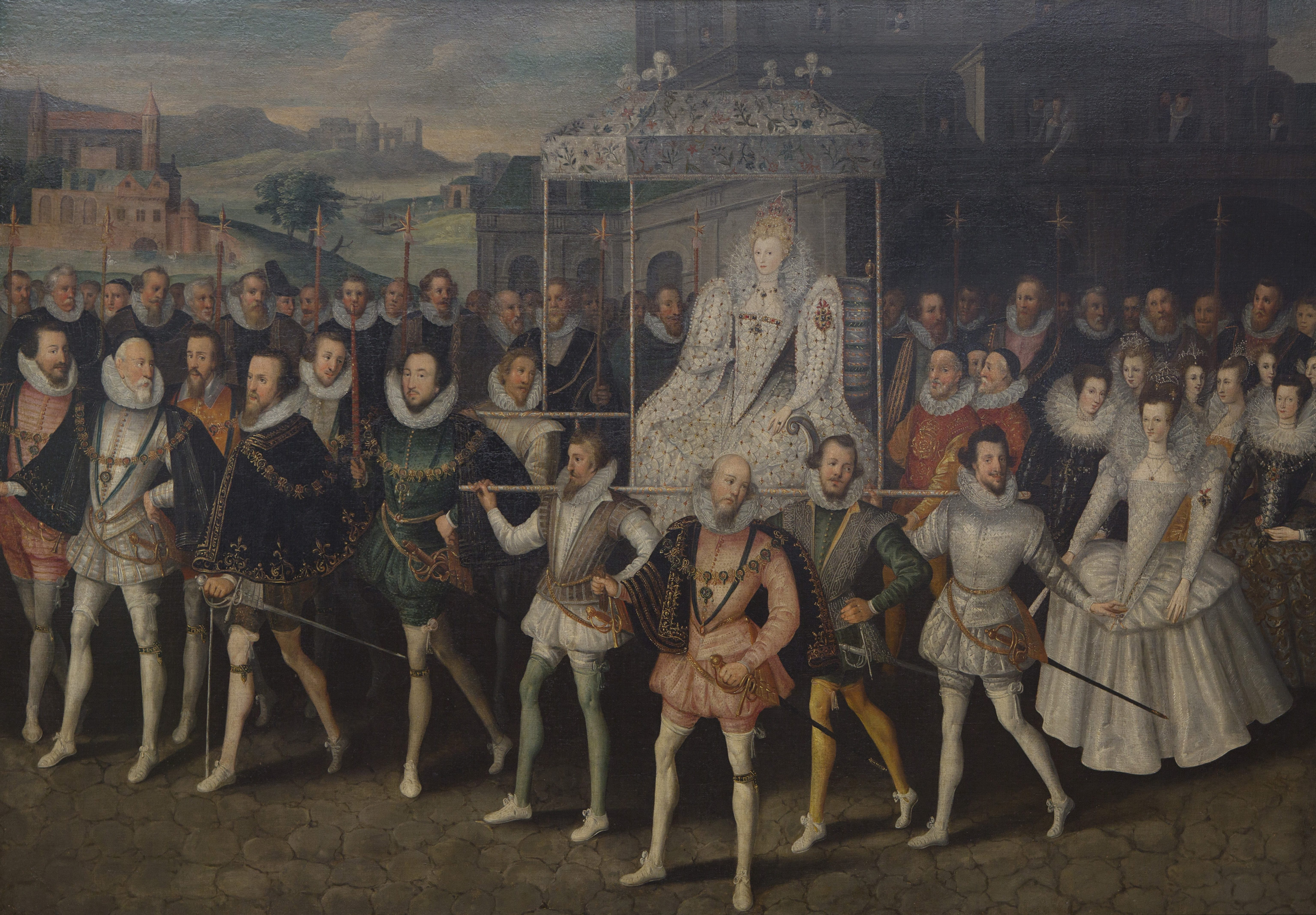
Картина "Процессия", ок. 1600 г., на нём изображена Елизавета I, которую несут придворные.

Историки часто изображают правление Елизаветы золотым веком английской истории с точки зрения политического, социального и культурного развития и по сравнению с континентальной Европой. Называя себя «Глориана» (Gloriana) и используя символ Британии, начиная с 1572 г., елизаветинская эпоха ознаменовалась возрождением, вдохновляющим национальную гордость посредством классических идеалов, международной экспансии и военно-морского триумфа над ненавистными и внушающими страх испанцами. Правление Елизаветы знаменует собой решающий поворотный момент в религиозной истории Англии, поскольку преимущественно католическая нация в начале её правления к концу стала преимущественно протестантской. Хотя Елизавета и казнила 250 католических священников, она также покарала и ряд крайних пуритан, а в целом она стремилась к умеренно консервативной позиции, которая сочетала бы в себе королевский контроль над церковью (без роли народа), преимущественно католические ритуалы и преимущественно кальвинистское богословие.

#### Шотландия и Мария Стюарт
Мария Стюарт (1542–1587) была набожной католичкой и следующей в очереди на английский престол после Елизаветы. Её статус стал серьёзной внутренней и международной проблемой для Англии, особенно после смерти короля Якова IV в битве при Флоддене в 1513 г. Результатом стали годы борьбы за престол, номинально принадлежавший малолетнему королю Якову V (1512–1542, годы правления 1513–42), пока он не достиг совершеннолетия в 1528 г.
Мария де Гиз (1515–1560) была француженкой, близкой к французскому престолу. Она правила в качестве регента своей малолетней дочери, королевы Марии с 1554 по 1560 г. Регентша и её дочь были убежденными сторонниками католицизма и пытались подавить быстрый рост протестантизма в Шотландии. Мария де Гиз была ярым противником протестантизма и работала над поддержанием тесного союза между Шотландией и Францией под названием Старого союза. В 1559 г. регентша встревожилась тем, что широко распространённая в Шотландии враждебность к французскому правлению усиливает партизанское дело, поэтому она запретила несанкционированные проповеди. Однако пламенный проповедник Джон Нокс воспламенил Шотландию своей проповедью, возглавив коалицию могущественных шотландских дворян, называвших себя Лордами Конгрегации, и поднявших восстание для свержения католической церкви и захва её земли. Лорды обратились к Елизавете за английской помощью, однако та играла очень осторожно. Договор 1559 г. требовал мира, и она не желала его нарушать, тем более что у Англии в то время не было союзников. Поддержка повстанцев и протест против законного правителя нарушила глубоко укоренившиеся претензии Елизаветы на легитимность всей королевской семьи. С другой стороны, победа французов в Шотландии приведёт к созданию католического государства на северной границе, поддерживаемого могущественным французским врагом. Елизавета сначала прислала деньги, потом артиллерию, потом флот, уничтоживший французский флот в Шотландии. Наконец она отправила на север 8000 солдат. Смерть Марии де Гиз позволила Англии, Франции и Шотландии прийти к соглашению по Эдинбургскому договору 1560 г., который имел далеко идущие последствия. Франция навсегда вывела все войска из Шотландии. Это обеспечило успех Реформации в Шотландии; началось столетие мира с Францией; это положило конец любой угрозе шотландского вторжения; и это проложило путь к союзу двух королевств в 1603 г., когда шотландский король Яков VI унаследовал английский престол в качестве Якова I и положил начало эпохе Стюартов.
Когда договор был подписан, Мария находилась в Париже в качестве жены французского короля Франциска II. Когда тот умер в 1561 г., она вернулась в Шотландию королевой Шотландии. Однако когда Елизавета отказалась признать её наследницей английского престола, Мария отвергла Эдинбургский договор. Она неудачно вышла замуж за Генри Стюарта, лорда Дарнли, который дурно с ней обращался и убил её итальянского фаворита Давида Риччо. Дарнли, в свою очередь, был убит графом Ботвеллом. Он был оправдан; она вскоре вышла замуж за Ботвелла. Большинство людей в то время думали, что она была глубоко замешана в прелюбодеянии или убийстве; историки долго спорили и не определились. Однако вспыхнуло восстание, и в 1567 г. протестантская знать нанесла поражение войскам королевы. Она была вынуждена отречься от престола в пользу малолетнего сына Якова VI; она бежала в Англию, где Елизавета поместила её под домашний арест на 19 лет. Мария участвовала в многочисленных сложных заговорах, чтобы убить Елизавету и самой стать королевой. В конце концов Елизавета уличила её в заговоре Бабингтона и казнила в 1587 г..

#### Беспокойные последующие годы: 1585–1603 гг.
В последние два десятилетия правления Елизаветы нарастали проблемы, которые Стюартам оставалось решать после 1603 г. Джон Крэмси утверждает:
период 1585–1603 гг. теперь считается учёными явно более беспокойным, чем первая половина долгого правления Елизаветы. Дорогостоящие войны с Испанией и ирландцами, вмешательство в дела Нидерландов, социально-экономические трудности и авторитарный поворот режима — всё это омрачает последние годы жизни Глорианы, подкрепляя усталость от правления королевы и открытую критику её правительства и его неудач.
Елизавета оставалась сильным лидером, но практически все её прежние советники скончались или удалились со двора. Роберт Сесил (1563–1612) взял на себя роль главного советника, которую долгое время занимал его отец лорд Бёрли. Роберт Деверё, 2-й граф Эссекс (1567–1601) был её самым выдающимся генералом, эту роль прежде занимал его отчим Роберт Дадли, главная любовь в жизни Елизаветы; а авантюрист и историк сэр Уолтер Рэли (1552–1618) был новым лицом на сцене. 3 новых человека образовали треугольник взаимосвязанных и противоборствующих сил, внутрь которого было трудно пробиться. Первое вакантное место возникло в 1601 г., когда Деверё был казнен за попытку взять в плен королеву и захватить власть. После смерти Елизаветы новый король оставил Сесила своим главным советником и обезглавил Рэли.

## Народные восстания
Произошли многочисленные народные восстания; все они были подавлены королевскими властями. Самыми крупными были:
- Самым крупным и серьёзным было «Благодатное паломничество». Оно разрушило север Англии в 1536 г. в протестах против религиозных реформ Генриха VIII, роспуска монастырей и политики главного министра короля Томаса Кромвеля, а также против других конкретных политических, социальных и экономических недовольств[65].
- Восстание корнцев или «Западное восстание» было народным восстанием в Девоне и Корнуолле в 1549 г. Королевский двор представил Книгу общей молитвы, основанную на протестантском богословии и на использовании исключительно английского языка. Это изменение было весьма непопулярно, особенно в тех местах, где всё ещё твёрдо придерживались католической религии, и в Корнуолле, где стандартный английский язык не был популярен[66].
- Восстание Кета началось в 1549 г. в Норфолке; оно началось как демонстрация против огораживаний общей земли. Зачинщика Роберта Кета казнили за государственную измену[67].
- Восстание Уайтта в 1554 г. против желания королевы Марии I выйти замуж за Филиппа Испанского, было названо в честь одного из его лидеров, Томаса Уайтта[68].
- Восстание Севера или «Северное восстание» 1569–1570 гг было неудачной попыткой католической знати Северной Англии свергнуть английскую королеву Елизавету I и заменить её на Марию Стюарт. Оно возникло из ожесточённой политической раздробленности в королевском Тайном совете (Privy Council). Расширение власти Тюдоров в северной Англии вызвало недовольство аристократии и дворянства, поскольку новый протестантский епископ пытался вернуть бывшие церковные земли и отторгнуть их новых владельцев. Местные католики составляли значительную часть населения и возмущались нарушением ритуалов и обычаев. Когда подошла королевская армия, руководство расформировало свои силы и бежало в Шотландию. Несколько лидеров были казнены, однако многие дворяне спасли свои жизни, передав земли королеве Елизавете[69][70].

## Местное правительство
Главными должностными лицами местного самоуправления, действовавшими на уровне графства (также называемого «широм»), были шериф и лорд-наместник. Власть шерифа уменьшилась со времён средневековья, однако должность всё равно была очень престижна. Он назначался на 1 год без продления Тайным советом короля. Ему платили много мелких гонораров, однако они, вероятно, не покрывали расходы шерифа на гостеприимство и наём младших шерифов и судебных приставов. Шериф ежемесячно проводил суды по гражданским и уголовным делам. Он наблюдал за выборами, управлял тюрьмой и назначал наказания. Его подчинённые обеспечивали кадрами мировых судей округа.
Лорд-наместник был новой должностью, созданной Генрихом VIII для представления королевской власти в каждом графстве. Он был человеком с достаточно хорошими связями при дворе для того чтобы быть избранным королем и служить по его воле, часто на протяжении десятилетий. У него имелись ограниченные полномочия прямого контроля, поэтому успешные лорды-наместники работали со своими заместителями и общались с дворянами путём компромисса, консенсуса и включения противоборствующих фракций. Он отвечал за мобилизацию ополчения, если это было необходимо для обороны или для помощи королю в военных операциях. В 1588 г. в Йоркшире лорд-наместник был граф Хантингтон, которому нужно было срочно подготовить оборону перед лицом угрозы вторжения со стороны испанской армады. Тайный совет королевы срочно призвал его мобилизовать ополчение и сообщить о наличии людей и лошадей. Задача Хантингтона состояла в том, чтобы преодолеть сопротивление многих ополченцев, нехватку оружия, неудачи в обучении и зависть дворян к тому, кто каким подразделением будет командовать. Несмотря на усилия Хантингдона в последнюю минуту, мобилизация 1588 г. выявила сопротивление общества, которое весьма неохотно ответило на призыв к оружию. Армада так и не высадилась, а ополчение фактически не использовалось. Во время гражданских войн середины XVII в. лорд-наместник сыграл ещё более важную роль в мобилизации своего графства либо для короля, либо для парламента.
Повседневная деятельность правительства находилась в руках нескольких десятков мировых судей (JP). Они выполняли все настоящие рутинные административные функции полиции и получали скромную плату. Среди других местных чиновников были констебли, церковные старосты, мэры и городские олдермены. Обязанности мировых судей включали в себя большое количество документов — в основном на латыни — и привлекали на удивление сильный состав кандидатов. Например, 55 мировых судей в Девоншире, занимавших должности в 1592 г., включали в себя:
Сэра Фрэнсиса Дрейка, сэра Фердинанда Горджеса, Гилбертса, Кэрью, Сеймур, Куртенэ и других выдающихся людей, заложивших основы морского величия Англии и существования Америки. Из 55 28 были в то или иное время верховными шерифами графства, ещё 20 были тогда или же стали потом рыцарями, 6 заседали в палате общин и 3 в палате лордов.

## Общественная история
Культурные достижения елизаветинской эпохи давно привлекают внимание учёных, и с 1960-х гг. они проводят интенсивные исследования английского общества. Основные темы социальной истории Тюдоров включают ухаживания и браки, пищу, которую они потребляли, и одежду .

## Тюдоровский миф
Миф о Тюдорах — это особая традиция в английской истории, историографии и литературе, которая представляет период XV в., включая Войну Алой и Белой розы, как тёмный век анархии и кровопролития, а период Тюдоров XVI в. — как золотой век мира, закона, порядка и процветания.

## Монархи
Дом Тюдоров произвёл на свет пятерых монархов, правивших во время этого правления. Иногда упоминается леди Джейн Грей, которую иногда называют «королевой девяти дней» из-за краткости её фактического правления.

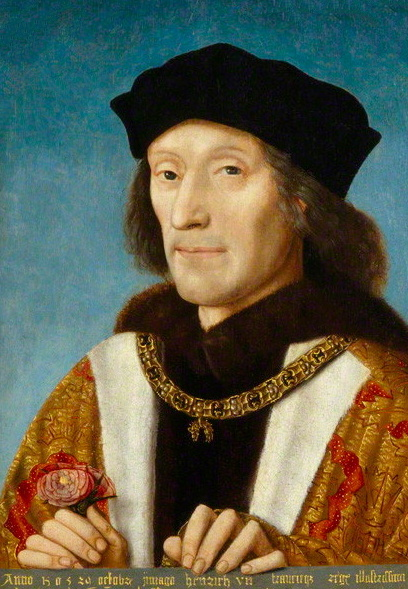
Генрих VII (1485–1509)
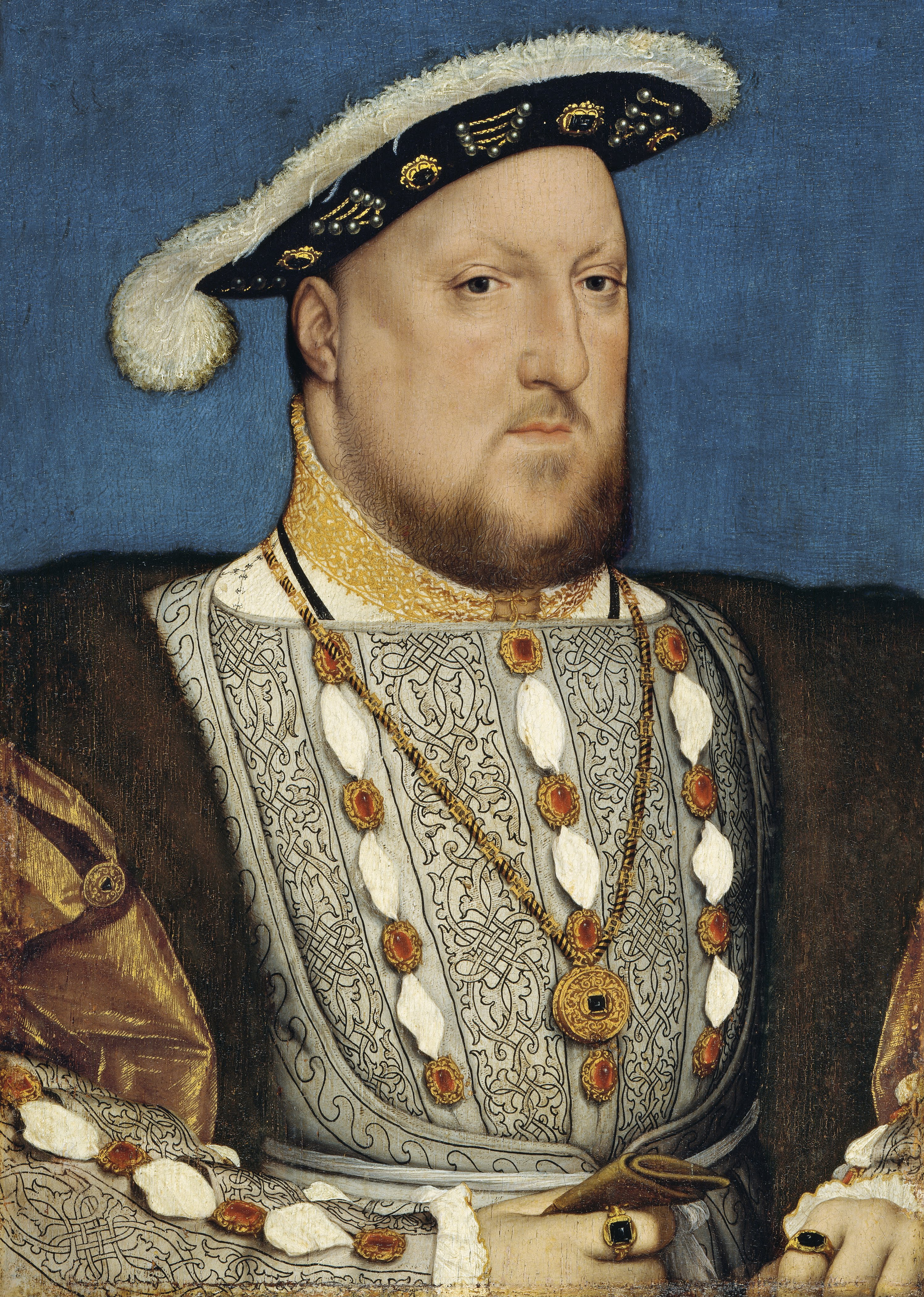
Генрих VIII (1509–1547)
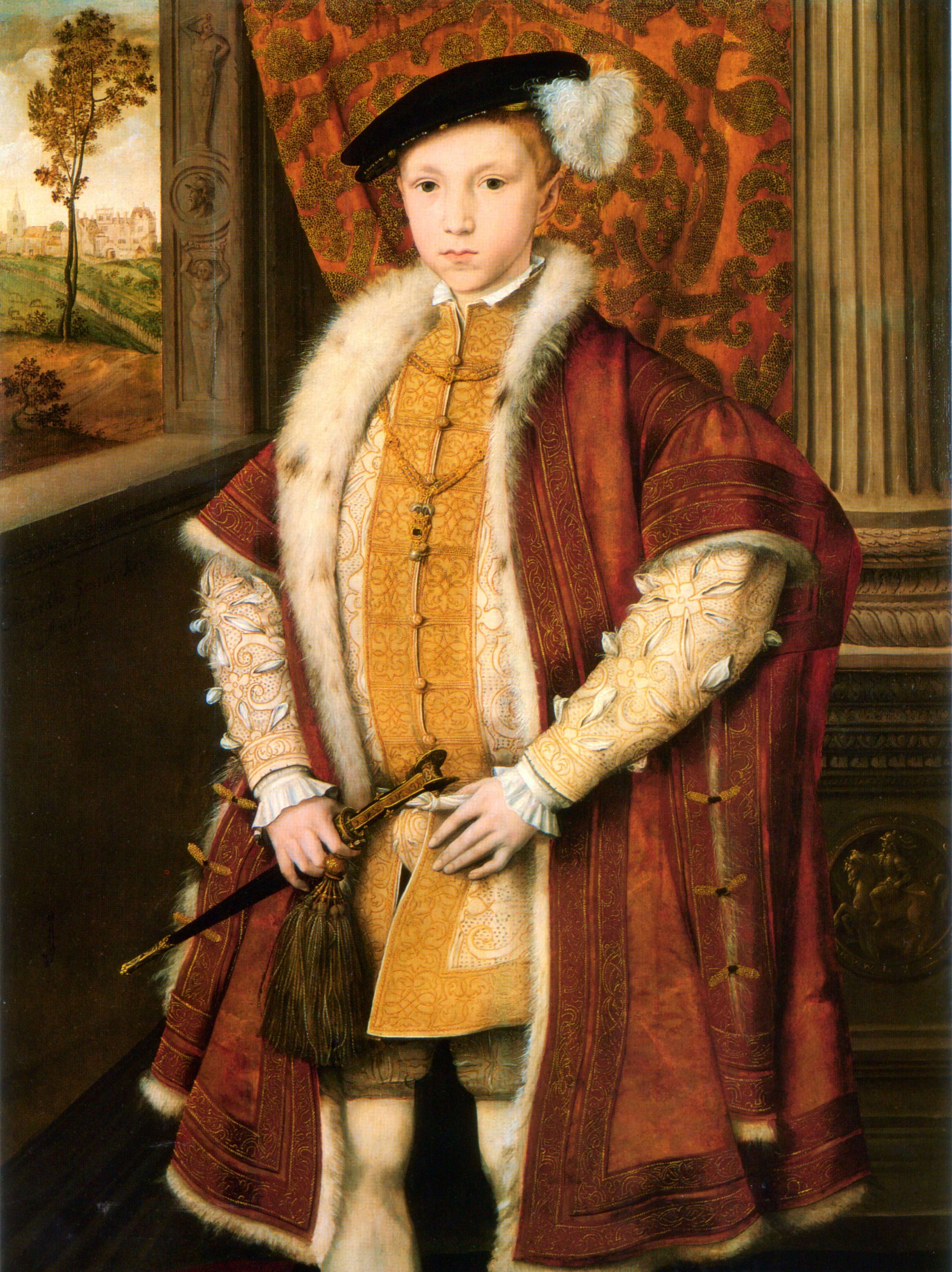
Эдуард VI (1547–1553)
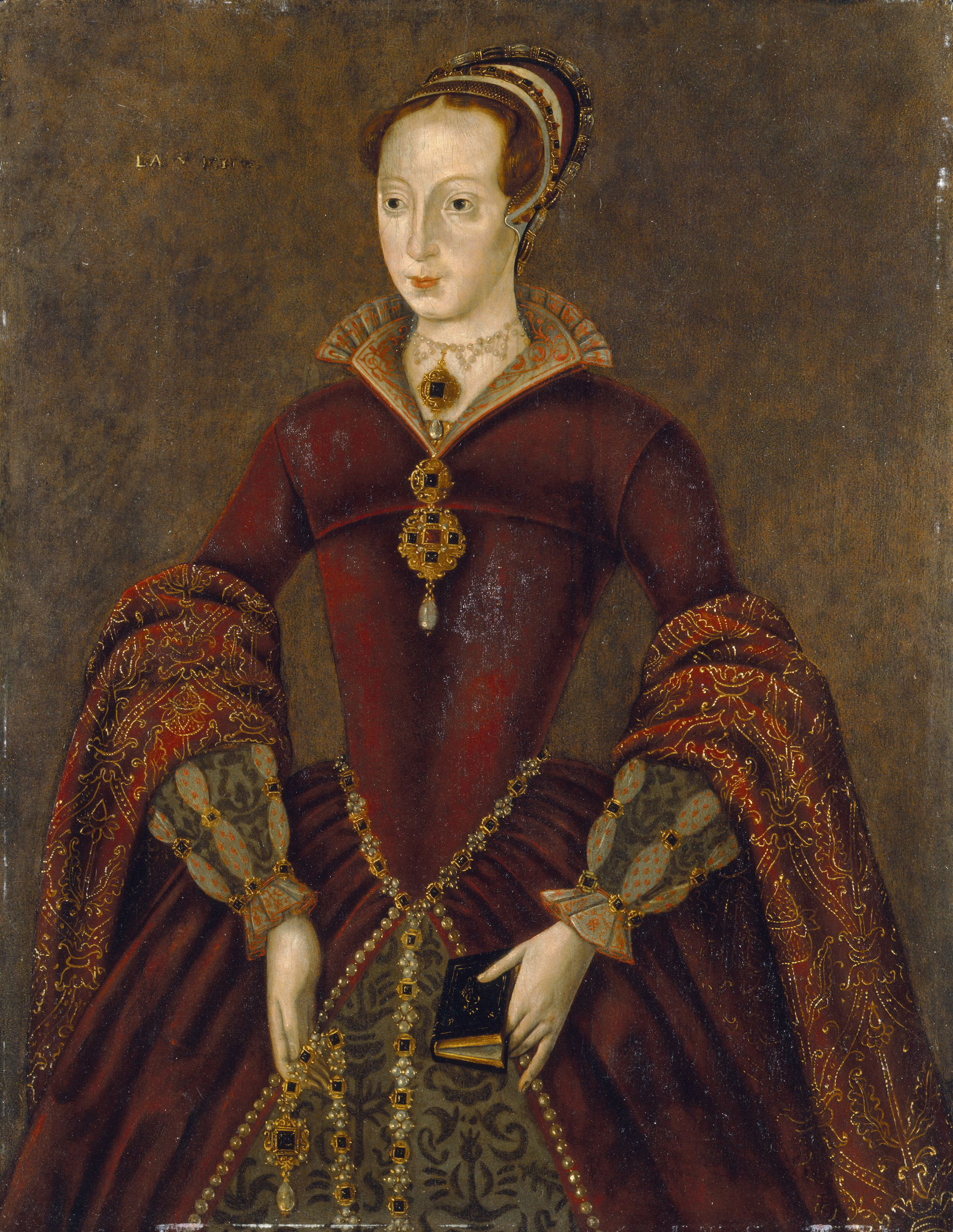
Леди Джейн Грей (1553–1553)
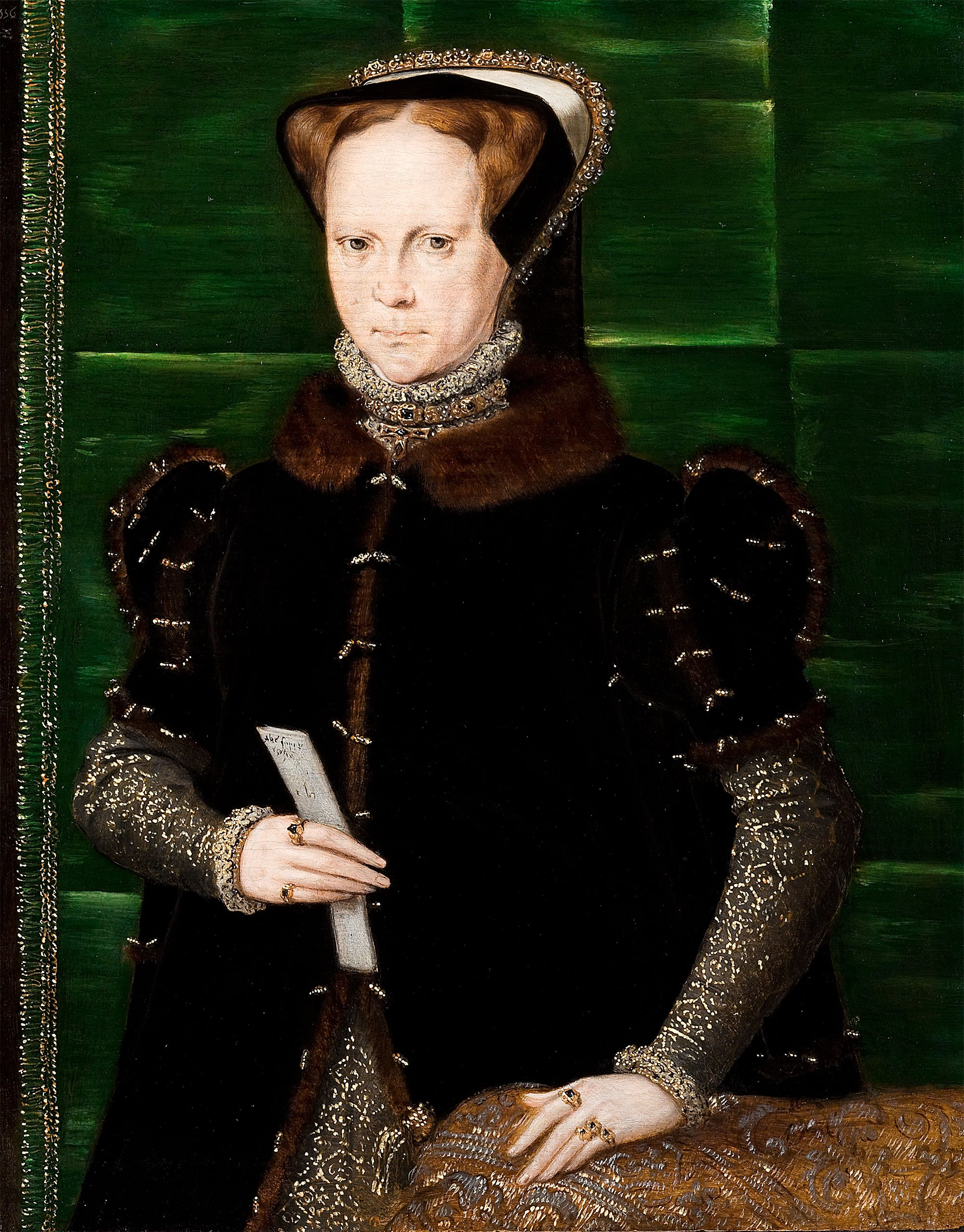
Мария I (1553–1558)
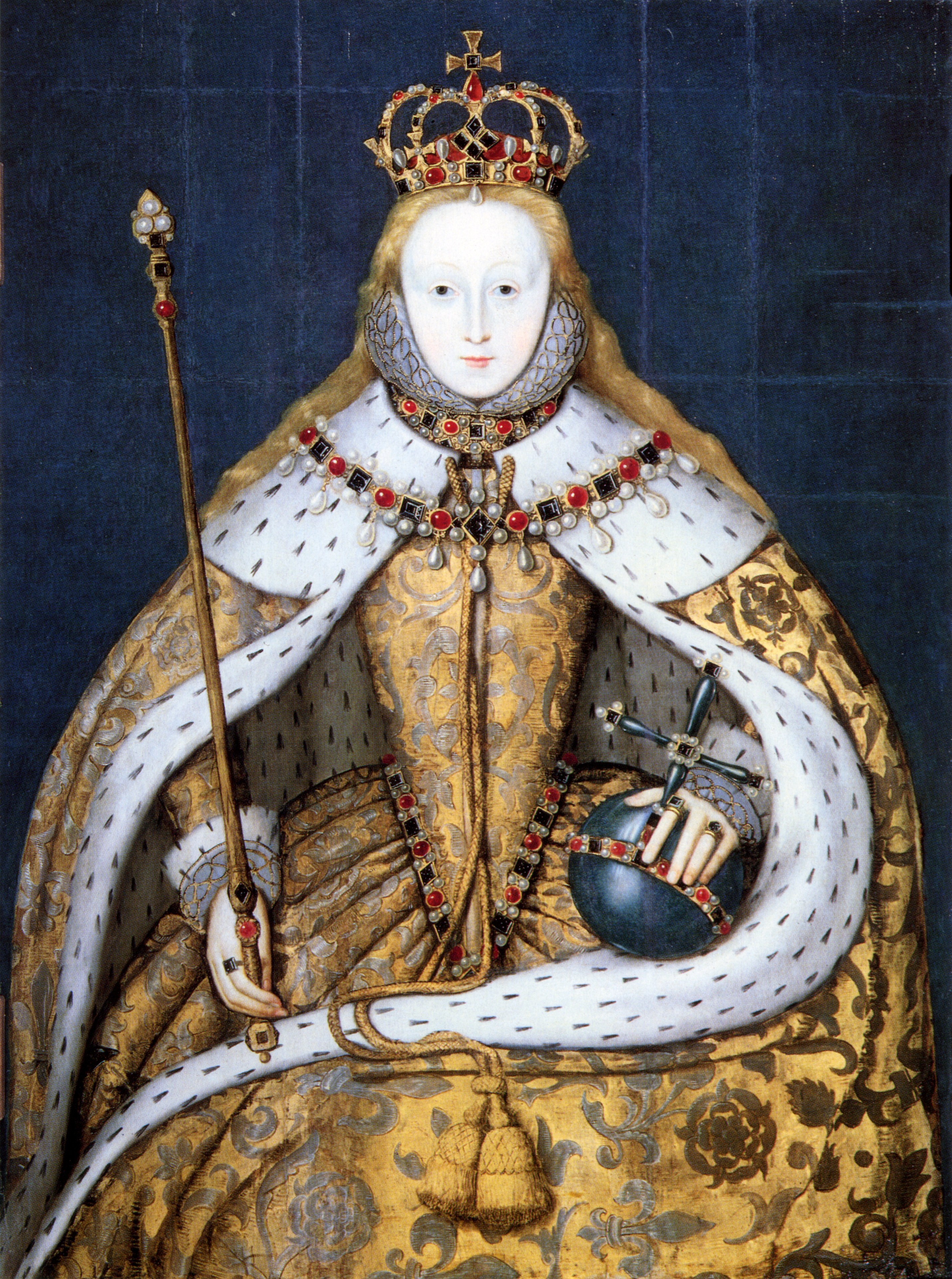
Елизавета I (1558–1603)